# EXA (企業)
株式会社EXA（えくさ、exa Inc.）は神奈川県藤沢市に本社をおく、教育や人材育成、組織マネジメントを行う企業である。

## 概要
2009年7月設立。BPMによる企業の幹部教育・人材育成・組織マネジメント等の業務、・親子関係性に対して「BSC理論による育児・教育支援」業務、・対人関係による鬱・ひきこもりの潜在意識に対してのカウンセリング業務を行っている。本社は神奈川県藤沢市遠藤3201-1。「BPMメソッド」という思考と行動のマネジメントを行う。SBT認定コーチ。